# Belair Filmes
A Belair foi uma produtora de filmes criada no Rio de Janeiro pelos diretores Júlio Bressane e Rogério Sganzerla e pela atriz Helena Ignez. Entre fevereiro de 1970, data de sua criação, e maio de 1970, data de seu fim, a Belair produziu sete filmes. Entre eles, estão importantes marcos do cinema marginal, como Copacabana Mon Amour e Barão Olavo, O Horrível.

## Contexto de criação e início
Em 1969, Júlio Bressane e Rogério Sganzerla, ao frequentarem o 5º Festival de Brasília do Cinema Brasileiro (apresentando seus filmes O Anjo Nasceu e A Mulher de Todos, respectivamente), conversam sobre a possibilidade de iniciarem, juntos, uma série de produção. Dessa ideia inicial, descrita por Bressane em entrevista no documentário Belair (2009), surgiu também a ajuda de Luiz Severiano Ribeiro:
“um passo decisivo além disso foi o Severiano Ribeiro. Não esse que tá aí, o pai. Ele passou o Matou a Família e Foi ao Cinema no Rio (...) num grande circuito daquela época, do Leblon até o subúrbio. Quando o Matou a Família e Foi ao Cinema foi interditado, pela polícia, pela censura, o Severiano Ribeiro me telefonou e disse pra mim 'olha, não se preocupe, vamos fazer outro filme'. Mostrei a ele uma sinopse que eu tinha, com o Grande Otelo - o filme ia se chamar Divina Dama, subtítulo Eu Amei Greta Garbo. Aí eu falei 'olha, Rogério, vamos fazer o seguinte, eu tenho esse contrato, mas eu vou propor ao Ribeiro - que tinha lançado A Mulher de Todos e o Bandido da Luz Vermelha -, ao invés desse filme, eu vou produzir quatro filmes - cê faz dois eu faço dois’. Severiano topou na hora” - Júlio Bressane em Belair (2009)
Não há exatamente um consenso acerca da escolha do nome da produtora “Belair”. Algumas fontes afirmam que ele vem de uma homenagem ao conversível homônimo que então era considerado cafona e ultrapassado; outras atribuem a origem do nome também ao bairro Hollywoodiano e ainda ao edifício cabeça de porco que localiza-se na Praia de Botafogo, também homônimos, sugerindo uma relação dos sócios com o kitsch.
Por conta do contexto sociopolítico no qual estava inserida, a Belair, para ter suas produções cinematográficas reconhecidas oficialmente enquanto filmes brasileiros, precisava submeter as mesmas aos órgãos de censura, o que escolheu não fazer, colocando em risco a garantia de sua circulação. Isso teve como consequência um status de clandestinidade para a produtora, que, em contrapartida, investia na defesa de uma expressão autoral e maior liberdade de criação.
Durante os meses em que a produtora se manteve em atividade, foram realizados os longa-metragens A Família do Barulho, Cuidado, Madame, Barão Olavo, o horrível (os três de Bressane); Carnaval na Lama, Copacabana Mon Amour, Sem Essa, Aranha (de Sganzerla), bem como um filme não finalizado em super-8: A Miss e o Dinossauro. A Belair ficou conhecida por trabalhar fora do circuito comercial, atuando numa área de cinema marginal.
Essa clandestinidade também pode ser compreendida pelo fato de que a Belair não tinha nenhum documento ou certificado que a qualificasse como empresa, o que revela uma maior preocupação com a criação e produção de filmes, em detrimento de sua distribuição e exibição.

## Estética e objetivos das produções
Essas escolhas que levaram à posição de clandestinidade da produtora estão intimamente relacionadas aos ideais de seus criadores, principalmente no que tange ao entendimento de obra artística, repudiando as ideias tradicionais de estética “bem acabada”, “propósitos edificantes” e “bom gosto”, mas sim voltando-se para um conceito de “antiarte”. Tal conceito conduzia por um caminho de relação com o público através da agressão, do humor ácido, da falta de transparência.
A presença da atriz Helena Ignez e suas formas de atuação, que tendem a explorar o extremo de suas personagens, também marcaram o estilo da produtora. Segundo Bressane,
"A Helena ali é não só a figura da mulher de todos, (...) mas o trabalho dela radicalizou. Não na linha dA Mulher de Todos, mas numa outra linha (...) entrou pela exposição da loucura, pelo inconsciente, pela representação 'pathos' - porque a patologia engendra o estilo." - Júlio Bressane em Belair (2009)
A recusa a uma compreensão da arte como mercadoria era uma questão fundamental para os produtores e cineastas da Belair. O objetivo era romper com o aspecto “industrial e espetacular” do cinema, dentro de uma lógica de produção capitalista. Estava presente a noção de uma comunidade artística com “processos criativos coletivos” e uma oposição entre estética e ideologia ao mercado. Um exemplo do mencionado processo criativo coletivo pode ser percebido no longa “Sem essa, Aranha”, no qual é possível ver a figura da equipe refletida no espelho, simbolizando sua interação com a obra, bem como a profundidade de sua relação com o cinema. Essa imagem retrata uma espécie de “autorreflexividade” e “autorreferência” no ato de produzir e realizar um filme.
Para além de estabelecer uma nova maneira de fazer cinema, através do improviso, das rápidas e concomitantes filmagens - basta ver a quantidade de filmes feitos durante o breve tempo de vida da produtora -, os cineastas da Belair tinham uma ambição maior, a de vivenciar e experimentar o cinema. Nesse ponto, vale destacar o hábito presente nos filmes da Belair de intervenção direta dos atores e da equipe com pessoas que passavam na ruas, algo que pode ser observado nos filmes “Cuidado Madame” e “Barão Olavo”, por exemplo, nos quais os caminhantes de Copacabana são colocados em cena como figurantes, de uma maneira um tanto documental. Do mesmo modo, vale lembrar a estrutura de filmagem em planos longos compreendidos como blocos narrativos autônomos, sem uma necessidade de continuidade dramática, tendo suas ações iniciando e sendo concluídas na própria cena. A união entre os planos se dá apenas através de seus personagens, que não possuem traços psicológicos ou sociológicos, nem passado ou perspectiva de futuro, pertencendo a um tempo cíclico e repetitivo na trama, como é possível de se observar nas figuras de Sônia Silk (Copacabana Mon Amour), Aranha (Sem essa, Aranha), na empregada assassina (Cuidado Madame) e no trio de Família do Barulho.
A política dos filmes, diferentemente do modo como a compreendia a geração anterior, do Cinema Novo, não mais é vista em relação ao seu alcance e sua persuasão pedagógica sobre a plateia, mas sim pelo diálogo agressivo com ela, individualmente. Isso nos leva ao fim do didatismo revolucionário para o começo de um método de “choque profanador” direcionado a um público de classe média e alta.
Essas provocações às classes médias e altas se dá, principalmente, pela apropriação dos padrões de comportamento,  bem como político-culturais e pelos mitos de identidade nacional, feitos de modo sarcástico e debochado. Também era alvo de suas críticas todo o universo da indústria cultural, ainda que não estivesse presente nessa geração uma utopia de mundo sem essa indústria, o que os fazia incorporar e reconfigurar as estratégias midiáticas e as referências da cultura pop em suas obras. Esse grupo de jovens não tinha mais o objetivo de se colocarem enquanto porta-vozes de um povo, que optava por revelar o que de pior havia na nação e na sociedade brasileira, a revolução aqui vem por meio do cinema, da linguagem cinematográfica.
Há também relações entre o momento de resistência à ditadura vivido pelas opiniões e sujeitos dissidentes e o conteúdo dos filmes. Bressane também comenta sobre isso em Belair (2009):
"e qual era uma das novidades daquela época? Era o terrorismo, e as técnicas do terrorismo. Os assaltos a banco, os aparelhos, as ações rápidas, tudo planejado para coisas de poucos segundos, de poucos minutos de ação (...), com tudo contra, só dependia daqueles que estavam operando, da maneira mais obscura possível. (...) Então, tudo isso, evidentemente, tá dentro dos filmes. (...) Claro que dentro dos filmes de uma maneira recriada como imagens, tá dentro dos filmes como poesia." - Júlio Bressane em Belair (2009)
O deboche que permeia os temas dos filmes produzidos está presente também na estética das obras, onde podemos perceber a própria película sendo atingida com seus negativos riscados, fotografia suja, erros de continuidade, descuido na produção e pontas de montagem aparentes. O que nos leva mais uma vez a questão da autorreflexão da obra.
Nas obras de Júlio Bressane, por exemplo, podemos observar uma relação com o tropicalismo, com a curtição e a “odara” tropicalista, nas cenas em que eram explorados temas como prazer e críticas à moral burguesa - ócio, sexo livre, entorpecimento do transe, falta de objetivos de ação, consumo de drogas e desprezo por valores tradicionais familiares, alienação, bem como a referência aos grupos marginalizados pela sociedade: negros, mulheres, homossexuais. Somado a isso, a estética voltada para o escatológico representada nas secreções humanas de todo tipo: vômito, fezes, sangue, etc. Isso denota uma expressão do horror como forma de instigar o público nos filmes, presente nas cenas de tortura, agressões impunes; e acentuadas por um ritmo de tensão e ironia crescentes, reflexos da época na qual estavam inseridos estes cineastas, que por diversas vezes foram censurados, perseguidos e exilados.

## Fim
A Belair chega ao fim no momento em que Bressane e Sganzerla se veem pessoalmente perseguidos por agentes da ditadura. 
"Uma noite tava eu na sala de mixagem da Rua México, chegou lá meu pai e me disse que havia uma denúncia muito grave contra mim e contra o Rogério também. Desses filmes que nós estávamos fazendo. E que eu devia ir com ele na casa de um general, que era o general Sílvio Frota, comandante do primeiro exército naquele momento, que ele queria falar. Eu fui lá - foi de noite, eu lembro, era em frente ao Maracanã, uma casa que tinha ali, cor-de-rosa, do exército - ele me recebeu, e me disse que havia um relatório contra mim - apontou o relatório, eu não vi, mas me mostrou assim com a mão - e que ligava esses filmes da Belair, ou pelo menos esses filmes que estavam interditados lá, inclusive Matou a Família e Foi ao Cinema, sobretudo, a um plano de subversão nacional. Disse que esses filmes eram com o dinheiro do terrorismo, Marighella, uma coisa sem fundamento nenhum. Era um cinema simpático a isso, sem dúvida. Mas ele não determinou cortes na Família do Barulho, ele interditou A Família do Barulho. (...) Aí o Severiano chegou pra mim e falou 'olha, tá difícil, estamos em outro momento, não sei porque, questões de política...'. Foi aí que quebrou o negócio. Com isso, em uma semana nós saímos do Brasil. Eu levei com o Rogério o Cuidado Madame e o Sem Essa, Aranha pra Paris, revelei, montamos, e tiramos cópia dos dois filmes na França. Terminamos os filmes e foi de fato o fim da Belair." - Júlio Bressane em Belair (2009)

## Legado
Em São Paulo, um grupo de cineastas que seguia os mesmos propósitos da Belair ligava-se à Boca do Lixo, e começou a atrair um número mais expressivo de espectadores e consequentemente lucro, como foi o caso de Rogério Sganzerla com o filme “O Bandido da Luz Vermelha”, de 1968.

Apesar do sucesso de "O Bandido da Luz Vermelha", a produtora Belair colocava constantemente em questão a necessidade de uma demanda de exibição, como pode ser observado na fala de Bressane para uma entrevista à Folha de S.Paulo em 1979:
“A transgressão, a rachadura que é a 'Belair' ainda não foi examinada devidamente. Os filmes não chegaram ao público. Continuam numa cortina de silêncio. [...] Os filmes da “Belair” tiveram seu acesso às salas de exibição proibido. Entretanto, foram estes filmes que transformaram o panorama dos produtores que fazem cinema. Todo este novo ar novo quem trouxe foi a “Belair”, terremoto clandestino, vento que sopra em uma pátria cinematográfica futura. O cinema nacional está de olho no sucesso – o cinema experimental está de olho na sucessão” (BRESSANE, 1979, apud MARCELINO, 2016, p. 59 ).
Podemos compreender a geração do cinema marginal, e a figura da produtora Belair, como um grupo de cineastas cujo objetivo artístico, e também político, era de afirmar o caos como elemento estético, trazendo para o espectador as próprias questões existenciais de seus criadores dentro de um contexto histórico de repressão, censura e perseguição; e buscando libertar-se dos métodos estéticos e de linguagem cinematográfica anteriores para traçar seu próprio caminho, saindo da noção de cinema enquanto veículo de catarse e didatismo com público para uma relação de choque e agressão a ele.

## Produções
- A Família do Barulho (1970), de Júlio Bressane
- Cuidado Madame (1970), de Júlio Bressane
- Carnaval na Lama (1970), de Rogério Sganzerla
- Copacabana Mon Amour (1970), de Rogério Sganzerla
- Barão Olavo, o Horrível (1970), de Júlio Bressane
- Sem essa, Aranha (1970), de Rogério Sganzerla
- A Miss e o Dinossauro (1970), de Helena Ignez